# Ángel Cuervo Urisarri
Ángel Augusto Cuervo Urisarri (Bogotá, 7 de agosto de 1838- París, 24 de abril de 1896) fue un escritor y dramaturgo colombiano.
Es considerado uno de los grandes dramaturgos de Colombia y uno de los escritores insignes del país en el siglo XIX. Entre sus obras destacadas están La Dulzura, Etnografía, y Dick. También destacó en varios estudios científicos e históricos. Sus múlitples viajes también lo hicieron un importante coleccionista de arte y de objetos varios.

## Biografía
Ángel Cuervo nació en Bogotá, el 7 de agosto de 1838, en el seno de una familia artistocrática de la ciudad, con destacados poetas entre sus miembros. Por influencia de su familia, junto a su hermano, Rufino José Cuervo, se dedicó al estudio, a la literatura y a hacer cerveza.

## Familia
Ángel era uno de los cinco hijos del lingüista y diplomático neogranadino Rufino Cuervo Barreto, y de María Francisca Urisarri Tordesillas. 
Eran sus hermanos Luis María, Antonio Basilio, Rufino José y Carlos Nicolás Cuervo Urisarri. Su segundo hermano, Antonio Basilio, fue  político y militar, llegando a ser designado presidencial y presidente encargado durante una ausencia de Miguel Antonio Caro en 1893; su tercer y cuarto hermanos, Rufino José y Carlos, fueron también destacados escritores, siendo el último de ellos también veterano de la Guerra de los Mil Días.
Uno de sus sobrinos fue el escritor e historiador Carlos Cuervo Márquez, hijo de su hermano mayor Luis María Cuervo.

## Obras
- La Dulzura.
- Poema en ocho cantos y un epílogo (1867).
- El diputado mártir (1876).
- Los dos viejos (1880).
- Jamás. Cosas de mi calle. Escenas de París (1882).
- Vida de Rufino Cuervo y noticias de su época (1882).
- Conversión artística (1887).
- Etnografía (1889-1890).
- Cómo se evapora un ejército, póstumo (1900).